# کاپا صلیب (ستاره)
کاپا صلیب (ستاره) یک ستاره است که در صورت فلکی چلیپا قرار دارد.